# Anjali Goswami
Pour les articles homonymes, voir Goswami.
Anjali Goswami est une paléobiologiste américaine, directrice de recherche au musée d'histoire naturelle de Londres. Elle est professeure honorifique de paléobiologie à l'University College de Londres dans le département de génétique, évolution et environnement. Elle est présidente de la Linnean Society of London depuis 2022.

## Biographie
Goswami obtient son diplôme en 1998 à l'université du Michigan, puis elle fait des recherches dans le parc national de Bandhavgarh, sur la conservation du tigre et l'écotourisme.
Elle obtient en 2005 son doctorat à l'université de Chicago et au musée Field en soutenant une thèse intitulée The Evolution of Morphological Integration In the Mammalian Skull. Elle mène également des travaux de terrain à Madagascar, en Inde, au Chili, au Pérou et dans l'Ouest des États-Unis.
Goswami obtient une bourse postdoctorale de la National Science Foundation et effectue des recherches à Queen Mary et au musée d'histoire naturelle de Londres. Elle est fellow du King's Collège et maîtresse de conférence au département des sciences de la Terre de l'université de Cambridge de 2007 à 2009. En 2009, Goswami est nommée assistante en paléobiologie à l'University College de Londres au département de génétique, évolution et environnement et au département des sciences de la Terre. Elle est promue maîtresse de conférences en 2013 et professeure de paléobiologie en 2016. À l'University College, Goswami est également affiliée au Département de biologie cellulaire et du développement. Elle est nommée directrice de recherche au musée d'histoire naturelle de Londres en 2017 et professeure honorifique de paléobiologie à l'University College.
Goswami est membre de différents comités de la Société de paléontologie des vertébrés. Elle est codirectrice du London Centre for Ecology and Evolution de 2014 à 2022 et siège au comité exécutif de la Société internationale de morphologie des vertébrés et au conseil des visiteurs du musée d'histoire naturelle de l'université d'Oxford. Elle est membre du comité de rédaction de PLOS One, Journal of Vertebrate Paleontology, Biology Letters, Evolution Letters, Integrative and Comparative Biology,Paleobiology et Annual Review of Ecology, Evolution, and Systematics,,.
L'expertise de Goswami porte sur l'évolution et le développement des vertébrés, en particulier en utilisant des images 3D haute résolution de spécimens pour quantifier et reconstruire l'évolution de la biodiversité et comprendre comment le développement, l'écologie et les effets environnementaux à grande échelle ont façonné l'évolution animale à travers le temps.

## Prix
- Médaille du bicentenaire de la Linnean Society (2016)[16]
- Médaille scientifique de la Société zoologique de Londres (2017)
- Hind Rattan (2020)
- Médaille du président de la Paleontological Association (2021) [17]
- Prix Robert Lynn Carroll de la Société de paléontologie des vertébrés (2021)